# Pokaran
Pokaran (o Pokharan o Pokhran) fou un estat tributari protegit, jagir feudatari de Jodhpur. La capital era la ciutat del mateix nom a uns 105 km a l'est de Jaisalmer (ciutat) i 135 km al nord-oest de Jodhpur (ciutat), al costat(uns 3 km) de la qual hi ha una antiga població ara deshabitada de nom Satalmer, fundadaa finals del segle XV per Satal, fill gran de Rao Jodha i desmantellada per Rao Maldeo (1532-1569) per utilitzar el material per construir el fort de Pokaran; la ciutat el 1862 tenia uns 5000 o 6000 habitants però després no apareix al cens britànic de 1881; al de 1901 consta amb 7.125 habitants; estava emmurallada. A l'antiga ciutat despoblada hi ha un temple jain i prop els cenotafis dels membres de les famílies principalsde tahkurs. També prop hi ha unes salines de 6 km de llarg i 3 d'ample. La dinastia rathor de Pokaran era la nissaga principal del clan Champawat, descendents de Champa, el germà de Rao Jodha.
El jagir fou concedit a Rajshri Thakur Maha Singh, thakur de Bhimal, el 1729 pel maharaja Abhay Singhji de Jodhpur, al que va cedir el seu jagir de Bhimal a canvi. El nou territori tenia 100 pobles. El seu fill i successor Devi Singh fou assassinat pel maharajà Bijai Singh de Jodhpur el 1760. El seu fill Sabal Singh només va viure un any, però un altre fill, Shyam Singh, va establir la seva autoritat a Feejgarh el 1774. Sawai Singh, fill de Sabal, va morir el 1808 a la batalla de Mundwa i el va succeir el seu fill Salim Singh, que va morir sense descendència el 1821 després d'adoptar a un nebot (fill d'un germà de nom Jawan Singh); aquest tampo va tenir fill i va adoptar a Kunwar Guman Singh, fill petit de Thakur Samel Singhji de Daspan el 1876, el qual va morir també sense descendència el 1877 amb 30 anys, i va adoptar a Kunwar Mangal Singhji, fill de Thakur Sagat Singhji de Daspan. El sobirà gaudia d'alguns privilegis com el de poder estar just darrere el maharajà de Jodhpur quan anaven sentats a l'elefant, el de testimoni a totes les concessions de terres o el de portar ploma de paó al cap.

## Llista de thakurs
- Rajshri Thakur Maha Singh 1729-1744
- Rajshri Thakur Devi Singh 1744-1760 (fill)
- Rajshri Thakur Sabal Singh 1760-1761 (fill)
- Rajshri Thakur Sawai Singh 1761/1808 (fill)
- Rajshri Thakur Salim Singh 1808-1821 (fill)
- Rao Bahadur Thakur Bhaboot Singh 1821-1876 (adoptat)
- Rao Bahadur Thakur Guman Singh 1876-1877 (adoptat)
- Rao Bahadur Thakur Mamgal Singh 1877-1928 (adoptat)
- Rao Bahadur Thakur Chain Singh 1928-1952